# مرز بلژیک–هلند

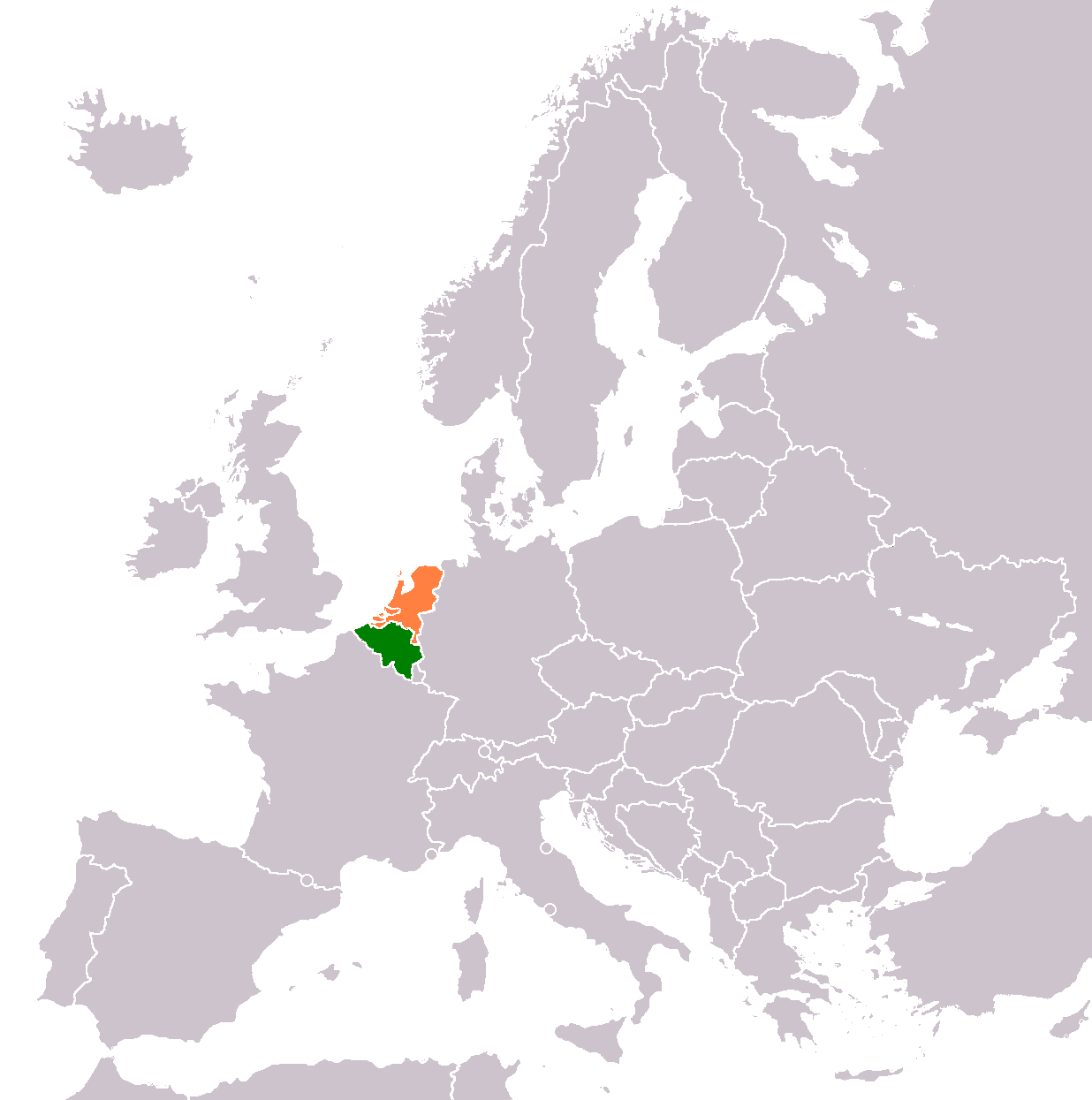
مرز هلند و بلژیک.

خط مرزی بلژیک–هلند (به انگلیسی: Belgium–Netherlands border) نام سرحد و حاشیهٔ بین دو کشور بلژیک و هلند به فاصلهٔ ۴۵۰ کیلومتر می‌باشد که این دو کشور را از یکدیگر جدا می‌کند. 

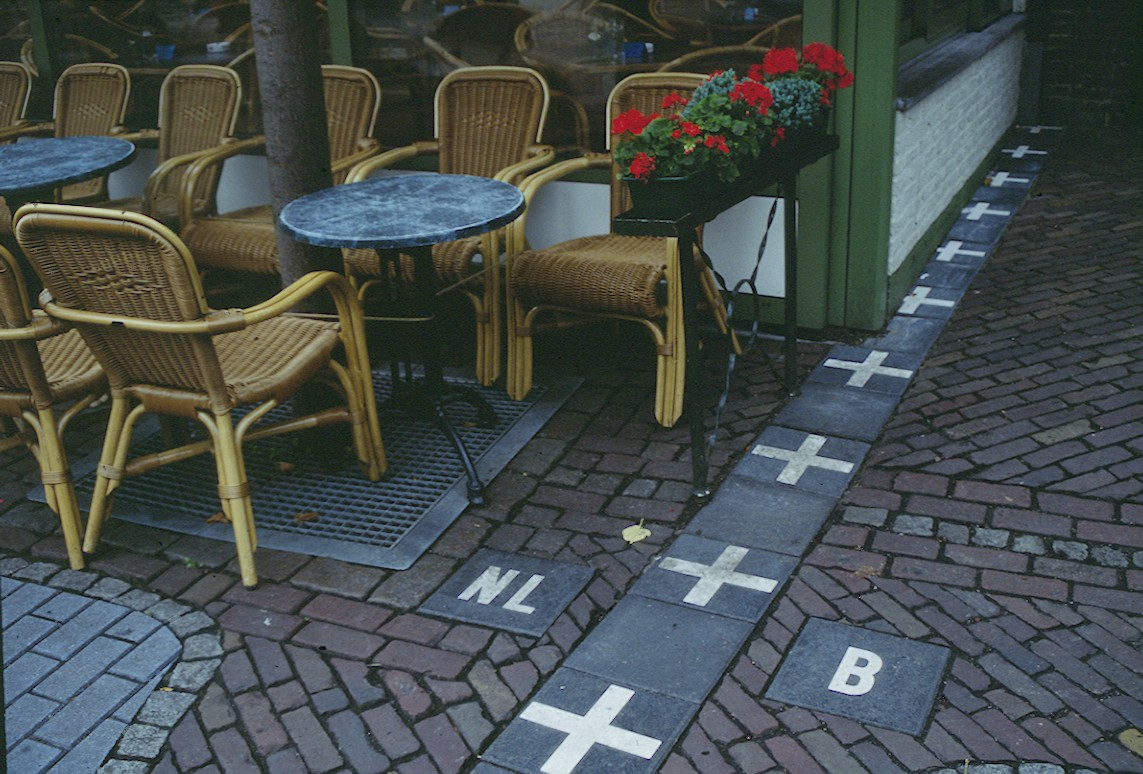
کافه‌ای در شهر بئرلرتوگ بلژیک

بلژیک و هلند هردو از منطقه شنگن هستند و این به آن معناست که تنظیم و بازبینی دائمی‌ای بین مرز این دو کشور وجود ندارد.
در سمت کشور بلژیک، خط مرزی به ۴ استان از منطقه فلمیش که خود شامل ۵ استان می‌شود محدود است: فلاندر غربی، فلاندر شرقی، آنتورپ و لیمبورگ. بخش کوچکی نیز توسط استان لیژ اشغال شده است که شامل ناحیهٔ آلمانی‌زبان بلژیک می‌شود. از سوی کشور هلند نیز خط مرزی به وسیلهٔ سه استان زیلاند، برابانت شمالی و لیمبورخ اشغال شده است.
بین لیمبورخ هلند و لیمبورگ بلژیک، بخش کوچکی از خط مرزی توسط رودخانه موز شکل گرفته است و بخش اصلی و بیشتر آن از راه زمینی است. شهر بئرلرتوگ در کشور بلژیک تحت محاصره کشور هلند است و این باعث شده تا اوضاع در مرز دو کشور دز این بخش پیچیده شود. این پیچیدگی‌ها باعث شده که مقامات منطقه تصمیم بگیرند وضعیت مرزها را روی پیاده‌روها ترسیم کنند. این خط مرزی از وسط جاده‌ها، باغ‌ها و حتی خانه‌های مردم می‌گذرد. اهالی این منطقهٔ مرزی راهی برای هماهنگی فعالیت‌هایشان پیدا کرده‌اند اما مقامات اداری هنوز در این زمینه مشکل دارند.
این وضعیت پیچیده باعث شده است که قاچاق کالا نیز به‌طور گسترده‌ای در این منطقه رایج شود.
نقطه پایانی شرقی این مرز نیز در واسربرگ هلند می‌باشد؛ جایی که به صورت مشترک مرز این دو کشور و همچنین کشور آلمان را تشکیل می‌دهد.

## تاریخچه
در جنگ جهانی اول، ارتش آلمان فنسی الکتریکی به نام سیم مرگ در نقطه پایانی مرز سه کشور قرار داد.

### تغییرات خط مرزی
در سال‌های اخیر در ناحیه مرزی بلژیک و هلند دو تغییر شکل یافته است:
- در نزدیکی ترنئوزن در سال ۱۹۹۹
- در کنار رود موز در نزدیکی آیسدن؛ این تغییر در روز ۱ ژانویه ۲۰۱۸ شکل گرفت.